# Martin Löffler (Politiker)
Martin Löffler (* 1968) ist ein deutscher Politiker (SPD). Er ist seit 2020 Bürgermeister von Müllheim im Markgräflerland. Zuvor war er von 2011 bis 2020 Bürgermeister von Heitersheim.

## Leben
Löffler schloss ein Studium an der Hochschule für Polizei Baden-Württemberg als Diplom-Verwaltungswirt (FH) ab. Nebenberuflich begann er einen Magisterstudiengang in Politikwissenschaft (Hauptfach), Rechtswissenschaft und Psychologie (Nebenfächer). Das Grundstudium schloss er mit der Magister Zwischenprüfung ab. Bis April 2011 war er in verschiedenen Führungspositionen in der Landesverwaltung Baden-Württemberg, zuletzt mit der Amtsbezeichnung Kriminalhauptkommissar als Referent für Kriminalitätsbekämpfung in Offenburg, tätig.
Von 2007 bis 2011 war Löffler Mitglied des Gemeinderats von Schwanau und Mitglied des Ortschaftsrats des Schwangauer Gemeindeteils Ottenheim.
Am 6. Februar 2011 wurde Löffler mit 64,1 Prozent der Stimmen zum Bürgermeister von Heitersheim gewählt. Er trat das Amt am 2. April 2011 an. Am 10. Februar 2019 wurde er mit 66,2 Prozent der Stimmen für eine zweite Amtszeit wiedergewählt.
Am 13. Oktober 2019 wurde Löffler mit 59 Prozent der Stimmen zum Bürgermeister von Müllheim im Markgräflerland gewählt. Er trat das Amt am 11. Januar 2020 an. In dieser Funktion ist er auch Vorsitzender des Gemeindeverwaltungsverbands Müllheim-Badenweiler.
Seit 2014 ist Löffler zudem Mitglied des Kreistags des Landkreises Breisgau-Hochschwarzwald und dort seit 2019 Sprecher der SPD-Fraktion.
Löffler ist verheiratet und hat vier Kinder.